# Ландсман Вадим Аронович
Вади́м Аро́нович (Арка́дійович) Ла́ндсман  (* 11 жовтня 1950, Харків) — заступник голови Харківської облдержадміністрації з гуманітарних питань, колишній директор Харківського регіонального інституту державного управління Національної академії державного управління при Президентові України. Кандидат педагогічних наук, заслужений працівник освіти України.

## Біографія
Народився 11 жовтня 1950 року в Харкові. Закінчив Харківський державний університет ім. О. М. Горького (1976 р., викладач історії та суспільствознавства, історик).
Трудову діяльність розпочав у грудні 1967 р. слюсарем-інструментальником на заводі «Серп і молот».
Педагогічну діяльність розпочав у вересні 1976 р. З січня 1992 р. по січень 1999 р. працював у виконавчих органах Харківської міської ради на посадах: начальника відділу освіти, начальника управління освіти, заступника начальника Головного управління з гуманітарних та соціальних питань — начальника управління освіти Харківської міської ради.
З січня 1999 р. по січень 2001 р. — начальник відділу освіти Ленінської районної в м. Харкові ради.
З квітня 2001 р. по травень 2002 р. — експерт-консультант світового банку з питань освіти по країнам Центральної та Східної Європи.
З липня 2002 р. по 2006 р. — І заступник начальника Головного управління освіти і науки Харківської облдержадміністрації.
З 2006 р. — заступник міського голови Харкова — директор Департаменту з гуманітарних питань виконкому Харківської міської ради.
В березні 2010 року призначено в.о. заступника голови Харківської облдержадміністрації з гуманітарним питань.
31 березня 2010 року введено в склад Харківського регіонального комітету з економічних реформ.
Рішенням сесії Харківської міської ради від 29 квітня 2010 року було виведено зі складу виконавчого комітету міськради. 30 квітня 2010 року на позачергової сесії Харківської обласної ради було оголошено про призначення на посаду заступника голови ХОДА з гуманітарних питань.
31 травня 2011 року призначено директором Харківського регіонального інституту державного управління Національної академії державного управління при Президентові України. Звільнений у березні 2014.

## Особисті відомості

### Відзнаки
В червні 2009 року з нагоди Дня Конституції України Указом Президента України присвоєно почесне звання «Заслужений працівник освіти України».

## Джерело
- Ландсман Вадим Аркадійович на офіційному сайті Харківської міської ради, міського голови, виконавчого комітету

1. ↑  Указ Президента України «Про відзначення державними нагородами України з нагоди Дня Конституції України» від 23 червня 2009 року №475/2009 на офіційному сайті Верховної Ради України
2. ↑  Біографічна довідка: Ландсман Вадим Аронович[недоступне посилання з липня 2019]
3. ↑  Ландсман Вадим Аркадійович [Архівовано 23 січня 2010 у Wayback Machine.] на офіційному сайті Харківської міської ради, міського голови, виконавчого комітету
4. ↑  Ландсман Вадим Аркадійович [Архівовано 26 серпня 2014 у Wayback Machine.] у базі sq.com.ua
5. ↑  Голова ХОДА провів зустріч з Радою ректорів Харківського регіону
6. ↑  В. Ландсман буде призначений заст. губернатора з гуманітарних питань - М. Добкін (доповнене) [Архівовано 24 вересня 2015 у Wayback Machine.] (рос.)
7. ↑  Харківська обласна державна адміністрація — Розпорядження № 181 від 31 березня 2010 року «Про утворення Харківського регіонального Комітету з економічних реформ»
8. ↑  Склад Харківського регіонального Комітету з економічних реформ
9. ↑  Зміни в складі виконкому Харківської міськради[недоступне посилання з червня 2019]
10. ↑  Вадим Ландсман призначений на посаду заступника голови ХОДА. Архів оригіналу за 3 травня 2010. Процитовано 30 квітня 2010.
11. ↑  Розпорядження Президента України № 183/2011-рп «Про призначення В. Ландсмана директором Харківського регіонального інституту державного управління Національної академії державного управління при Президентові Українии». Архів оригіналу за 23 червня 2011. Процитовано 31 травня 2011.
12. ↑  Президент України нагородив харків'ян до Дня Конституції